# Markvartice (Sobíňov)
Markvartice (německy Markwatitz) jsou základní sídelní jednotka, součást obce Sobíňov v okrese Havlíčkův Brod v kraji Vysočina. Nachází se asi 4 km severozápadně od Ždírce nad Doubravou, 7 km jihovýchodně od Chotěboře a asi 22 km severovýchodně od centra Havlíčkova Brodu.
V Markvarticích je registrováno sedm čísel popisných: 182, 183, 184, 188, 189, 244 a 276. Nachází se zde koňský ranč.
První písemná zmínka o osadě pochází z roku 1242. Název pochází z křestního jména Markvart.